# Noc ve Florencii
Noc ve Florencii (původní italský název Una notte a Firenze, česky uvedeno jako Noc ve Florenci) je tragická opera ve čtyřech jednáních česko-italského skladatele Ladislava Zavrtala. Původní italské libreto napsal Stefano Interdonato. Premiéra opery se konala 20. března 1880 v pražském Prozatímním divadle v českém překladu Emanuela Františka Züngela.

## Vznik a historie díla
Ladislav Zavrtal, syn českého skladatele a italské zpěvačky žijící především v Itálii a ve Velké Británii, psal opery na italské texty a v italském hudebním stylu. Zatímco jeho komické opery byly provedeny v 70. letech 19. století v italských divadlech, obě jeho vážné opery, totiž Noc ve Florencii a Myrrha, byly uvedeny pouze v českém divadle v Praze. Obě patří ke stěžejním dílům skladatele a k oběma napsal libreto italský libretista Stefano Interdonato (1845–1896) a do češtiny je přeložil Emanuel František Züngel. Noc ve Florencii byla napsána již na počátku 70. let 19. století (v září 1871 již byla ohlašována za hotovou), ale plná partitura, na níž se instrumentačně podílel Ladislavův otec Václav Hugo Zavrtal, byla dokončena až 27. září 1875, předehra pak až 18. října.
Premiéra Noci ve Florencii byla beneficí slavného barytonisty Josefa Lva, představitele vévody Alessandra de Medici, a konala se za četné návštěvy a vřelého přijetí publikem.
Kritika přivítala mladého krajana zdvořile a příznivě, litovala však nepřítomnosti českých rysů v hudbě. „Jest to v každém ohledu pozoruhodná prvotina našeho krajana, jenž co hudebník snaživý zasluhuje našich sympatií. Až k nám zavítá a pozná skladby našich mistrů, doufáme, že pak i škola naše českoslovanská míti bude rozhodný vliv na jeho další tvorbu,“ psal jeden z kritiků; tato naděje se však nevyplnila. Libreto bylo označováno za velmi obratné, námětově nikoli novátorské, ale velmi dovedně stavěné a účinné. Hudební jazyk opery byl jasně románského typu: zatímco melodicky vycházel Zavrtal nejvíce z mladších oper Giuseppe Verdiho, totiž z jeho střední fáze do Maškarního plesu, harmonicky, tedy zvláště ve sborech a ansámblech, byli jeho vzory Giacomo Meyerbeer a Charles Gounod. Kritika mu přiznávala bezchybné technické zvládnutí kompozice, vynikající cit pro lidský hlas i živý smysl pro jevištní efekt, zároveň však u něj zásadně postrádala originalitu: „Co jsme vytkli o libretu, totéž doslovně platí o hudebním jeho zpracování, hudební motivy i jejich provedení, spád recitativu, proud melodie, barva harmonická, stavba árií i ensamblových míst – vše to jest známo, dle osvědčených vzoru zhotoveno,“ tj. Verdiho, Meyerbeera, Gounoda. „Svou individualitu skladatel nikde nejeví, naopak chrání se úplně za štítem uvedených mistrů…“.
Premiérové příznivé přijetí obecenstvem se udrželo i při reprízách; jejími nemalými zastánci byli sami pěvci, protože v Zavrtalově opeře „jsou všechny partie, hlavní i vedlejší, nadmíru vděčně hlasům všem psány; každý jednotlivý výstup tak jest zařízen, že zpěvák po efektní kadenci bez potlesku neodejde.“ Opera tedy měla na novinku poměrně slušný úspěch: do konce první sezóny (1879/80) následovalo po premiéře sedm repríz a osmá, poslední, se konala roku 1883, ještě na scéně Prozatímního divadla. Do Národního divadla již inscenace nebyla převzata a nejsou doklady o pozdějším uvedení v jiném divadle.
Libreto v českém překladu bylo vydáno roku 1880. Klavírní výtah vydalo milánské nakladatelství F. Lucca roku 1876. Autograf opery je uložen v knihovně University of Glasgow.

## Osoby a první obsazení
| osoba                                                            | hlasový obor       | premiéra (20. 3. 1880) |
| ---------------------------------------------------------------- | ------------------ | ---------------------- |
| Alessandro de Medici, vévoda z Florencie                         | baryton            | Josef Lev              |
| Lorenzino de Medici                                              | tenor              | Antonín Vávra          |
| Filippo Strozzi, vypovězenec                                     | bas                | Karel Čech             |
| Luisa, jeho dcera                                                | dramatický soprán  | Marie Sittová          |
| Lelio, páže vévodův                                              | koloraturní soprán | Anna Hlaváčková        |
| Michele del Tavolaccino                                          | baryton            | Leopold Stropnický     |
| Fra Leonardo                                                     | bas                | Eduard Aschenbrenner   |
| Stráže, vojáci vévody, mniši, jeptišky, lid, dvořané, spiklenci. |                    |                        |
| Dirigent: Adolf Čech, režisér: Edmund Chvalovský                 |                    |                        |

## Děj opery
Děj se odehrává ve Florencii roku 1537.

### 1. dějství
Pod chmurným nebem, v nepohodě noční očekávají tělesné stráže na náměstí di Santa Croce vévodu florentinského, Alessandra, a baví se vespolek poznámkami o poledním milostném dostaveníčku svého vznešeného pána (introdukce a dvojsbor Dnešní noc tak nepříjemna). V tom zazní na blízku řinkot zbraní, výkřik – a stráže chvátají ku pomoci. Alessandro, záletný to a krvelačný tyran, přepaden byl při svém návratu z dobrodružné vycházky žárlivým manželem, však vyšel ze šarvátky bez úrazu, přes vše to, že opustil jej v rozhodné chvíli důvěrník jeho Lorenzino, jenž pod škraboškou přátelství a oddanosti vetřel se v přízeň vévody za tím účelem, aby vlast pod jhem tyrana sténající v době příhodné z pout těch vyprostil. Stráže, jako obyčejně, přišly post festum. Vévoda žertem kárá Lorenzina z jeho nestatečnosti a sděluje s ním, že za příští svou oběť si vyhlídl krásnou Luisu, dceru šlechtice Strozziho, s níž Lorenzino tajně jest zasnouben. Lorenzino rychle potlačí vzmáhající se bouři v srdci svém i slibuje vévodovi pomoc k podnikům dalším (scéna Vše kolem ticho se zpěvem Lorenzina Boj neznám, jen lásce já se kořím… V hodech, tanci, milování). Dobou tou stojí vlastenci florentinští vzpouru; jejich hlava, starý Filippo Strozzi, vrací se tajně z vyhnanství a přichází v průvodu stejně smýšlejícího Michela, jemuž před časem vévoda nevěstu uloupil, do Florencie (scéna Zda tam kdo je? se zpěvem Strozziho O Florencie, vlasti má). Přicházeje k domu, v němž před slídivým zrakem vévody jest ukryta Luisa, setká se s Lorenzinem, jejž nenávidí pro jeho přátelské styky s vévodou. Obořuje se na vetřelce; však ten připomíná mu dávné přátelství, přísahá, že dceru jeho, nevěstu svou vždy bude chrániti, i rozehřeje Strozziho tak, že naň této náčelník spiklenců pohlíží jako na spojence; však Lorenzo pozoruje, že doba vhodná ještě neuzrála, odmítá spojení to s posměchem (scéna Jak! Ty, Strozzi? s tercetem Dávno k tobě lásku vyrval jsem). V tom zazní smuteční zpěv a z chrámu sv. Marka vychází průvod pohřební (sbor Hle milost s nebeských končin neskonalá). Michele, soudruh Strozziho, dozvídá se, že platí průvod jeho nevěstě, již vévodův hanebný čin v hrob sklátil, i zastaví průvod, shromážděnému lidu zoufalým hlasem žaluje na vévodu a vybízí rozkvašené hlavy lidu ku vzpouře, aby ztrestán byl tyran. Tu Lorenzo tajně objedná do svého bytu na druhý den Michela, jenž mu z počátku sice nedůvěřuje, však po krátkém váhání zadává své slovo. Sborem, jímž lid pomstu přísahá vévodovi, končí I. jednání (scéna Ach otče! – Co žádáš? se zpěvem Michela Hle, něžné kvítko, jež povadnulo a sborem Přemocná ruka věčného soudce).

### 2. dějství
Zatím podařilo se náhončím vévodovým vypátrati tajný úkryt krásné dcery Strozziovy (scéna Luisy a jejích družek Vysuš, krásavo, ten proud slzný s Luisinou árií Byla noc; noc to hrůzoplodná). Vévoda k ní posílá svého paže s pozváním ku skvělé dvorní hostině. Luisa pozvání s rozhořčením zamítá (scéna Luisy a Lelia Toť vévody jest posel se zpěvem Lelia Tam v komnatách těch nádherných) a vstupujícímu zasnoubenci Lorenzovi vše žaluje. Duší jeho zmítá krutý boj, zášť jeho k bezohlednému vévodovi roste, však neumí se rozhodnouti, zda by již byl čas k ráně rozhodné. Nevěstu svou, jež nechápe dvojsmyslnou jeho hru, konejší vroucími slovy lásky a líčí jí nebezpečí, v němž se nalézá otec její, o jehož návratu a osnování nové vzpoury vévoda se dozvěděl. Vybízí ji, aby pro záchranu otce v půlnoční době odebrala se do chrámu sv. Marka, a tam shromážděné spiklence v čas varovala (scéna Lorenza a Luisy Pomsta vévody jista s duetem Miluj mne, o dívko!). (Proměna – Chrám sv. Marka) Závěrek druhého jednání tvoří scéna spiklencův, kteří přípravy konají ku vzpouře (scéna A co vás sem přivádí? s ansámblem Na rozvalinách krví zbrocených… Všichni ku zbrani!).

### 3. dějství
Počátek třetího jednání hraje v nádherné síni paláce vévodského. Slavnostní hostina jest v nejlepším proudu, vévoda veřejně děkuje Lorenzinovi za zachránění tím, že prozradil Strozzim osnované spiknutí, a vybízí své věrné ku přípravám na udušení vzpoury (scéna Ať žije pán náš s baletem a písní Lelia Radosti nejsladší vábný ty zdroji). Lorenzo se totiž konečně rozhodl, že sám vévodu utratí; i zradí dnešní spiknutí a vyláká vévodu na zítřek do svého domu slibem, že uvede mu tam v náruč krásnou Luisu (monolog vévody Se třásti?... Aj bláhové to plémě). – (Proměna) V chrámu sv. Marka spiknutí uzrává; všichni jsou hotovi k boji. V tom přikvapí mezi shromážděné Luisa se zdrcující zprávou, že vévoda o všem ví, a vybízí otce a jeho soudruhy k rychlému útěku. Jest však pozdě; vévoda zatím obklíčil vojskem svým chrám, spiklenci přinuceni jsou k zoufalému boji. Strozzi, vida, že vše jest ztraceno, dá své dceři prsten, jedem naplněný, aby v chvíli nebezpečné raději volila smrt než přízeň zhýralého vévody. Vévoda přemůže spiklence, dá je spoutati a odvésti do žaláře. Luisa omdlévá (scéna Krve, krve proudy tečte s duetem Luisy a Strozziho Upokoj se, můj otče! a závěrečným ansámblem Všecka má je snaha marna).

### 4. dějství
Lorenzino očekává Michela, vévodu i Luisu, jež byl všechny pozval v tu noc osudnou, v níž zahubiti chtěl vévodu (recitativ Sem Luisa přijde! a árie Přítelkyně moje, ty dýko). Objevivšímu se Michelovi vykáže místo co svému pomocníku proti vévodovi (scéna Můj pane – Nuž pověz, zda nikdo s barkarolou zaznívající zvnější Vánek zahrává s vlnkou si milou). Luisu pak uvádí do vedlejší síně a žádá ji, aby klidně se zachovala a nedala se vyrušovati ani řinkotem zbraní, ani křikem. Luisa žádá za vysvětlení, však v tom, kdy Lorenzo ji chce o všem poučiti, vkročí Michele a ohlašuje návštěvu vévody. Lorenzo Luisu ustrašenou, pomatenou vnutí do vedlejší síně a uzamkne za ní dveře (scéna Luiso! Měj díky, žes přišla ke mně). Vévodu, jenž přichází rozjařen po bujných hodech, dvorně vítá; aby jej, pokud možná, ještě více rozjařil, hostí jej vínem a slibuje, že uvede jej k Luise, Tato naslouchá a v domnění, že je milencem zrazena, vysaje z prstenu jed, poslední to dar z ruky otcovy. Když pak vévoda vybízí svého hostitele, aby jej uvedl v náruč krásky – v okamžení tom odhodí Lorenzo dosavadní přetvářku, staví se před tyrana jako mstitel otčiny i své cti a vráží mu dýku v prsa. Michele mečem jej doráží a mstí tak smrt své nevěsty. Lorenzo chvátá pro milenou Luisu, s níž chce po vykonané pomstě uprchnouti. Nad její mrtvolou zdrcen klesá (scéna Vítán buď, pane můj ctný! s tercetem Až sevřu ji v svou náruč a finále).
(Děj podle publikovaného českého libreta s doplněním árií.)